# Trecasali
Trecasali är en ort och frazione i kommunen Sissa Trecasali i provinsen Parma i regionen Emilia-Romagna i Italien. 
Trecasali upphörde som kommun den 1 januari 2014 och bildade med den tidigare kommunen Sissa den nya kommunen Sissa Trecasali. Den tidigare kommunen hade 3 759 invånare (2013).